# Conservatoire à rayonnement régional de Tours
 (novembre 2019).
 (mars 2024).
Le conservatoire à rayonnement régional (CRR) de Tours (également appelé conservatoire Francis Poulenc de Tours) est un conservatoire à rayonnement régional, établissement d'enseignement artistique agréé et contrôlé par l'État (Direction générale de la Création artistique du ministère de la Culture et de la Communication) situé à Tours. Il propose une offre de cours dans trois spécialités : musique, chorégraphie et art dramatique.
Le CRR de Tours est représenté par la direction régionale des Affaires culturelles (DRAC).

## Histoire
L'École de musique de Tours a été créée en 1876, et compte alors 18 élèves. Elle devient École nationale de musique en 1885 et obtient le statut de succursale du conservatoire de Paris en 1925 avec un effectif de 400 élèves et 17 professeurs. En 1968, le label de conservatoire national de région lui est attribué. À la suite de la parution au Journal Officiel du 12 octobre 2006 du décret du Ministère de la Culture, il est classé Conservatoire à Rayonnement Régional.
Le Conservatoire est parmi les premiers à accueillir le dispositif des « classes à horaires aménagés » (CHAM) musique et danse en 1974 (les CHAM de danse ayant été créées en 1967).
Le conservatoire est installé dans le couvent des Ursulines depuis août 1981, au cœur du quartier historique de Tours. En 2019, la ville de Tours entreprend des travaux de réhabilitation afin de permettre l'extension des bâtiments disponibles, notamment par la rénovation de la chapelle.

### Directeurs successifs
- Pierick Houdy (1955-1960)
- Jacques Albrespic (1960-1975)
- Alfred Herzog (1975-1983)
- Michel Camatte (1983-1989)
- Jean-Pierre Seguin (1990-1995)
- Jean Dekyndt (1996-2000)
- Jean-Marc Cochereau (2001-2010)[4]
- Christophe Wallet (2010-2019)[5]
- Victoria Ducret-Pottiez (2020-2021)[6]
- Stéphane Béchy depuis 2022

## Présentation
Le conservatoire et ses 92 professeurs accueillent 1 500 élèves sur 4 sites de la ville de Tours.

### Diplômes délivrés
Le conservatoire décerne un certificat d'études musicales et un certificat d'études chorégraphiques, ainsi que les diplômes d’études chorégraphiques (DEC), musicales (DEM) et théâtrales (DET).

### Enseignement
Dans le domaine musical, le conservatoire délivre un enseignement concernant les cordes (violon, alto, violoncelle, contrebasse), les bois (flûtes, hautbois, basson, saxophone, clarinette), les cuivres (cor, trompette, trombone, tuba) ainsi que les instruments polyphoniques (piano, guitare, harpe, orgue, percussions). Des classes de chant, d’écriture et de composition musicales, ainsi qu’un atelier consacré au jazz .
Les danses classique, contemporaine et jazz font partie de l’offre chorégraphique du conservatoire ainsi qu’un cursus d’art dramatique comprenant également une formation à l'expression scénique.

## Partenariats
Le conservatoire, en partenariat avec l’Éducation nationale, s’inscrit dans un cycle de classes à horaires aménagés. L'école primaire Francis Poulenc et le collège et lycée Paul-Louis-Courier participent à ce programme,,.

## Affaire judiciaire
Le 19 février 2018, Pierre-Marie Dizier, chef de chœur du conservatoire est mis en examen pour viol sur mineurs et écroué. Il aurait violé ou drogué au moins six de ses élèves lors de week-ends qu'il organisait à Paris, à l'insu de la direction du conservatoire. Le maire de Tours, Christophe Bouchet, s'exprime au sujet de cette affaire en affirmant : « c'est vertigineux et épouvantable ». La ville de Tours révoque le chef de chœur en avril 2018.
Pierre-Marie Dizier avait fait l'objet d'une première plainte pour attouchements remontant à 2002. Condamné à trois mois de prison avec sursis en 2005, il avait été relaxé par la cour d'appel en 2006. Parents et collègues avaient soutenu par pétition l'enseignant contre lequel il n'y avait pas de preuve. La mairie avait dû le réintégrer en application de la décision de justice. Néanmoins, le tribunal administratif d'Orléans, en 2008, déboute Pierre-Marie Dizier de sa demande en indemnisation (pour la période de suspension de poste), et précise : « La relaxe de la cour d'appel ne saurait remettre en cause le caractère de vraisemblance des faits reprochés ». La Nouvelle République du Centre note que le professeur diplômé en musique est aussi diplômé en biologie ; précision au regard des pilules qu'il proposait aux élèves, contenant des somnifères.
Pierre-Marie Dizier se suicide par pendaison dans la nuit du 15 au 16 septembre 2018, à la maison d'arrêt de Tours, ce qui éteint l'action judiciaire. Le directeur du conservatoire, Christophe Wallet, réagit quelques jours avant son départ, ce qui suscite la réaction d'une mère qui affirme que son fils aurait été violé par Pierre-Marie Dizier au sein même de l'établissement, pendant plusieurs années.